# IMS Content Packaging
IMS Content Packaging ist eine Spezifikation, die ein Datenformat für das E-Learning beschreibt. Das spezifizierte Datenformat auf XML-Basis soll Online-Lernmaterialien vereinheitlichen und wurde von der Organisation IMS Global Learning Consortium entworfen. Der genaue Standard ist in IEEE LTSC P1484.17 definiert.

## Beschreibung
Durch IMS Content Packaging werden Online-Lernmaterialien sowie deren Struktur und deren Ablageort vereinheitlicht. Dieses dient der Interoperabilität zwischen verschiedenen Lernsystemen. Dadurch sollen digital vorliegende Lernmaterialien einheitlich beschrieben werden, um so auf den unterschiedlichsten vorhandenen Systemen nutzbar zu sein. Dabei werden sowohl die Anforderungen der Autoren, der Verteiler (Lehrpersonal) als auch der Lesenden (Schüler) umgesetzt.
Ein Content Paket auf Basis des IMS Content Packaging besteht aus:
- einem sogenannten Manifest auf XML-Basis, das den Aufbau und den Inhalt des Pakets beschreibt:
  - Meta-data: ein XML-Element, das das Manifest als Ganzes beschreibt
  - Organization: ein XML-Element, das die Organisation der Inhalte in dem Manifest beschreibt
  - Resource: ein XML-Element, das auf alle eigentlichen Quellen und Medienelemente verweist, die für das Manifest gebraucht werden. Mit eingeschlossen sind Metadaten, die die Quellen beschreiben, und Verweise auf externe Dateien.
  - (sub)Manifest: optionale(s), logisch verzweigte(s) Manifest(e)
- Dateien (Inhalte), auf die im Manifest referenziert wird und die den eigentlichen Content darstellen

Das Datenformat der Lernmaterialien selber unterliegt dabei keinen Regeln. Es können beispielsweise Dateien in Web- und Office-Formaten (XHTML, HTML, XML, DOC, PDF, PPT, GIF, JPG), oder Dateien mit Quellcode bzw. ausführbare Applikationen wie Flash bis hin zu branchenspezifischen Formaten (GPS, CAD) paketiert werden.
Die Beschreibung der Metadaten, mit denen die Materialien beschrieben werden, ist im IMS Content Packaging ebenfalls nicht geregelt. Zur Vereinheitlichung wird hier meistens eine bereits vorhandene standardisierte Form (etwa Dublin Core oder LOM Learning Object Metadata) verwendet.
Das Datenformat IMS Content Packaging kann für einzelne Lernmaterialien (separate Grafiken oder Bilder) und für Mengen von Lernmaterialien (beispielsweise ganze Kurse oder Tutorials) verwendet werden. Diese Mengen können dabei wieder strukturiert oder unstrukturiert vorliegen.
Ziel der Spezifikation ist es, die Recherchierbarkeit (Lokalisierung im Web), die Austauschbarkeit (zwischen verschiedenen Content-Management-, E-Learning- und Autorensystemen) und die Wiederverwendbarkeit der Lernmaterialien zu gewährleisten. Dies sollte durch kleine, modulare, kontextfreie und mit Metadaten beschriebene Einheiten erreicht werden. Dabei war der Ansatz nicht technologiegetrieben, sondern sollte vor allem die Benutzbarkeit erleichtern und verbessern.

## Problemstellung
Neben dem IMS Content Packaging gibt es für das E-Learning eine Vielzahl weiterer Vorschläge, Empfehlungen und Standards, die ständig erweitert werden. In der Praxis hat sich zurzeit neben IMS auch das Advanced Distributed Learning Network (ADLNet) durchgesetzt, wobei die ADLNet Spezifikation auf IMS aufbaut.
Außer dem IMS Global Learning Consortium gibt es weitere Organisationen, die Spezifikationen für E-Learning entwickeln, darunter sind die wichtigsten:
- Aviation Industry CBT Committee (AICC)
- Alliance for Remote Instructional Authoring and Distribution Networks for Europe (ARIADNE)
- PROMETEUS: PROmoting Multimedia Access to Education and Training in European Society
- Institute of Electrical and Electronics Engineers (IEEE) Learning Technology Standards Committee (IEEE LTSC P1484)
- ISO/IEC Joint Technical Committee 1, Sub Committee 36 (ISO/IEC JTC1 SC36)
- European Committee for Standardization, Information Society Standardization System (CEN/ISSS)
  - CEN Technical Committee 353: Information and Communication Technologies for learning education and training (CEN TC 353)
  - CEN/ISSS Workshop Learning technologies (WS-LT)

## Weiteres
Details zur Spezifikation sind beim IMS Global Learning Consortium nachzulesen. Die aktuelle fertige Version ist Content Packaging v1.1.4, es liegt aber auch ein Draft vor: Content Packaging v1.2 Public Draft. Beide können auf der Website des IMS recherchiert werden.
Siehe auch SCORM Spezifikation, LOM-Learning Object Metadata Schema und Educational Modelling Language.